# NGC 2326A
NGC 2326A је спирална галаксија у сазвежђу Рис која се налази на NGC листи објеката дубоког неба.
Деклинација објекта је + 50° 37' 54" а ректасцензија 7h 8m 34,3s. Привидна величина (магнитуда) објекта NGC 2326 износи 14,7 а фотографска магнитуда 15,3. NGC 2326A је још познат и под ознакама UGC 3687, MCG 8-13-67, CGCG 234-66, PGC 20237.